# HMS Hermes (95)
HMS Hermes byla letadlová loď Royal Navy. Stavba lodi byla objednána v roce 1917, ve službě od 1924, potopena Japonci během náletů v Indickém oceánu v dubnu 1942.
Pro Hermes byl použit křižníkový trup, měl letovou palubu po celé délce lodi, dva výtahy ve tvaru „T“, jeden hangár a velitelský ostrov na pravoboku s jedním komínem. Složení lehké výzbroje se u lodi později mírně měnilo. Za války loď obvykle nesla dvanáct bombardérů Fairey Swordfish.
Po vypuknutí druhé světové války loď nejprve sloužila u Home Fleet, později operovala v Atlantiku a po francouzské kapitulaci se podílela na neutralizaci francouzské floty – Operace Catapult. Dne 6. července letadla z Hermes jedním torpédem poškodila francouzskou bitevní loď Richelieu.
Později byla loď přesunuta na Dálný východ. Hermes byl jednou z obětí japonského výpadu do Indického oceánu. Byl potopen 9. dubna 1942 poblíž Cejlonu po zásahu desítek pum japonských palubních střemhlavých bombardérů. Společně s ním byla potopena i jeho doprovodná plavidla – australský torpédoborec HMAS Vampire, korveta HMS Hollyhock třídy Flower a dva tankery.